# III. třída okresu Písek
III. třída okresu Písek patří společně s ostatními třetími třídami mezi deváté nejvyšší fotbalové soutěže v Česku. Je řízena Okresním fotbalovým svazem Písek. Hraje se každý rok od léta do jara se zimní přestávkou. Vítěz každé ze skupin postupuje do II. třídy okresu Písek.

## Vítězové

### III. třída okresu Písek
| Ročník    | Vítězný tým             |
| --------- | ----------------------- |
| 2003/2004 | TJ Blaník Milenovice    |
| 2004/2005 | ZD Kestřany „B“         |
| 2005/2006 | FC AL-KO Semice         |
| 2006/2007 | TJ Sokol Krč            |
| 2007/2008 | FC AL-KO Semice         |
| 2008/2009 | TJ Hradiště „B“         |
| 2009/2010 | TJ Sokol Hrazánky       |
| 2010/2011 | 1. FC Boston Kluky      |
| 2011/2012 | TJ Sokol Čížová „B“     |
| 2012/2013 | TJ Sokol Hrazánky       |
| 2013/2014 | TJ Sokol Putim          |
| 2014/2015 | TJ Sokol Bernartice „B“ |
| 2015/2016 | TJ Králova Lhota        |
| 2016/2017 | TJ Sokol Sepekov „B“    |
| 2017/2018 | SK Skály                |
| 2018/2019 |                         |